# Кладбище Хийу-Раху
Кладбище Хи́йу-Ра́ху (эст. Hiiu Rahu kalmistu), также известное как кладбище Хи́йу (эст. Hiiu kalmistu) — кладбище в микрорайоне Хийу города Таллина. Располагается по адресу Хийу-Сууртюки, 1.
На кладбище установлен памятник в честь пожарных-добровольцев.

## История
Кладбище было основано в 1919 году на территории, переданной посёлку Нымме годом ранее Николаем фон Гленом. 12 августа 1923 года кладбище было освящено. 16 августа 1923 года на кладбище появилось первое захоронение. В 1934 году завершилось строительство часовни.
В 1995 году кладбище Хийу-Раху получило статус памятника истории.

## Известные люди, похороненные на кладбище
См. категорию Похороненные на кладбище Хийу-Раху
- Эрнст Блюмбах[эст.] (1863—1929) — военный деятель и гидрограф[2].
- Петер Грюнфельд[эст.] (1865—1937) — писатель и переводчик[2][3].
- Юхан Кукк (1885—1942) — государственный деятель, 8-й премьер-министр Эстонии[2]. На кладбище установлен только кенотаф. Юхан Кукк умер в заключении в России[3].
- Якоб Наэрисмяэ-Нерман (1906—1963) — писатель и краевед[3].
- Ингель Порк (1855—1937) — одна из первых поселенцев Хийу. Ингель и её муж Андрус дали имя всей окружающей местности (Хийу)[2][3].
- Рудольф Рейманн (1884—1946) — военный деятель, генерал-майор[2][3].
- Кира Роберт[эст.] (1916—1997) — историк и исследовательница библиотечного дела[3].
- Бернард Хааб (1908—1967) — филолог[3].
- Антон Эйларт[эст.] (1892—1972) — священник и деятель культуры[3].
- Индрек Юрьё (1956—2009) — эстонский историк и архивариус.